# Казанское моторостроительное производственное объединение
Казанское моторостроительное производственное объединение (КМПО) (тат. Казан мотор төзүчеләр җитештерү берләшмәсе) — одно из крупнейших в России предприятий авиационной и машиностроительной промышленности, действующее в Казани. Находится в Авиастроительном районе города у названной в его честь площади Моторостроителей, восточнее улицы Дементьева посёлка-микрорайона Караваево. Наряду с расположенным рядом Казанским авиационным заводом имени С. П. Горбунова является одним из районообразующих предприятий.
Официально датой основания Казанского моторостроительного производственного объединения считается 1931 год — год создания на базе завода «Взрыватель» Воронежского моторного завода № 16, эвакуированного в 1941 году в Казань на территорию Казанского моторного комбината (завода) № 27 и объединённого с ним и с рядом других заводов в предприятие под названием «Завод № 16».

## История предприятия

### Казанский авиамоторный комбинат (завод) № 124
В 1932 году в Казани началось строительство авиационного комбината «Казмаш».
В апреле 1935 года приказом Главного управления авиационной промышленности «Гипроавиапрому» было дано новое задание — спроектировать самолётное и авиамоторное производство на площадях «Завода № 124 имени Серго Орджоникидзе» и присвоить ему название «Самолётно-моторный комбинат № 124-27». Но уже в следующем году встал вопрос о нецелесообразности размещения в одном корпусе самолётного и авиамоторного производств. В результате в апреле 1937 года из Москвы было получено разрешение развивать авиамоторный завод № 27 отдельно
В 1936—1937 годах завод занимался в основном ремонтом моторов, причём, в очень малом объёме. 21 марта 1937 года поступил приказ Наркомата авиационной промышленности, согласно которому заводу приписывалось организовать производство авиационного центробежного нагнетателя АЦН-2 и авиационного нагнетателя АН-1.
В 1938 году завод приступил к производству авиационного центробежного нагнетателя АЦН-2 для мотора М-103, занимался ремонтом двигателей М-17, М-25 и М-34, а также выпуском деталей для самолёта У-2.
7 июня 1939 года Наркомат авиационной промышленности издал приказ, согласно которому самолётно-моторный комбинат № 124/27 разделялся на два самостоятельных предприятия: завод № 27 моторного производства и завод № 124 самолётного производства.
Завод имел в своём составе механический, инструментальный, ремонтно-сборочный цеха, испытательную станцию. Численность работающих составляла 507 человек. По техническому оснащению завод был одним из лучших предприятий авиамоторостроения в стране.
В 1940 году на нём началось освоение производства моторов ВК-105 конструкции В. Я. Климова для пикирующего бомбардировщика Пе-2 (первый собранный мотор прошёл испытание в октябре 1941 года).

### Завод № 16

#### В годы Великой Отечественной войны
Осенью 1941 года на территорию завода были эвакуированы Воронежский моторный завод № 16, Московский моторный завод № 82 и Московский агрегатно-моторный завод № 219. Объединённое предприятие получило название «Завод № 16».
Директором завода с 1942 по 1946 годы являлся Макар Михайлович Лукин (1905—1961).
В годы войны «Завод № 16» выпускал моторы ВК-105 различных модификаций. С 1941—1946 годы было собрано 18 126 моторов, что составляет половину всех собранных моторов ВК-105.
На заводе была смонтирована первая в СССР установка для стендовых испытаний моторов с превращением энергии в электрический ток. Более 70 % энергии, развиваемой авиамотором во время испытаний, преобразовывалось в электрическую и поступало в электросеть завода. Впервые в авиационной промышленности СССР была создана рентген-установка для визуального просвечивания блоков М-105.
В моторостроительном производстве был смонтирован «принудительный» конвейер для сборки двигателей. Через каждые пятьдесят минут с него сходил готовый двигатель.
В механических цехах были организованы механизированные поточные линии, в термическом цехе введены в эксплуатацию печи для цементации коленчатых валов и для закалки гильз блоков.
В годы войны в Особом конструкторском бюро двигателей (КБ 4-го Спецотдела НКВД) работали С. П. Королёв и В. П. Глушко. Глушко с 1940 года возглавлял данное бюро. Королев был зам. главного конструктора по летным испытаниям.
В 1945 году за образцовое выполнение правительственных заданий завод был награждён орденом Ленина. Всего за годы Великой Отечественной войны коллектив завода девятнадцать раз завоёвывал переходящее Красное знамя Государственного комитета обороны СССР, переданное заводу на вечное хранение. Двадцать два раза предприятие занимало первое и второе места в соревновании заводов Народного комиссариата авиационной промышленности СССР.

### Деятельность в мирное время
В 1946 году было свёрнуто производство поршневого мотора ВК-105.
Одновременно шла реконструкция предприятия под производство турбокомпрессорного воздушно-реактивного двигателя РД-20 конструкции С. А. Колосова. Были организованы новые производства — компрессорное, турбинное, камер сгорания. Впервые в СССР менее чем за два года был освоен выпуск реактивного двигателя.
В 1947 году в Москве состоялся воздушный парад с участием первых 45-и реактивных самолётов МиГ-9 с двигателями РД-20.
В 1948 году началось изготовление двигателя РД-500С конструкции В. М. Яковлева для истребителя Як-23. Упрощённый вариант двигателя РД-500К использовался на первых управляемых самолётах-снарядах «Комета» класса «воздух — земля» и на ракетах системы «Сопка» класса «земля — море».
В 1951 году на заводе был налажен выпуск самого мощного в мире турбореактивного двигателя АМ-3 конструкции А. А. Микулина для дальнего тяжёлого бомбардировщика Ту-16. Затем осваивались более совершенные двигатели АМ-5, АМ-9, АМ-11 и ВК-1 конструкции В. Я. Климова для самолёта МиГ-15.
В 1952 году организовано производство двигателя РД-3М-500 конструкции А. А. Микулина для Ту-16 и создания на его базе первого в мире реактивного пассажирского лайнера Ту-104.
Начиная с 1961 года, завод перешёл на выпуск двигателей конструкции Н. Д. Кузнецова: НК-8-4 — для пассажирского дальнемагистрального самолёта Ил-62, с 1969 года — НК-8-2У — для самолёта средней дальности Ту-154Б, с 1980 года — НК-86 для Ил-86.
На базе реактивных двигателей были освоены и выпускаются приводы НК-16СТ для газоперекачивающих станций и его модификация НК-16-18СТ.
В период освоения каждого нового изделия проводилась реконструкция предприятия, внедрялись новые технологии, устанавливалось прогрессивное оборудование.
В 1969 году был построен филиал завода в городе Буинск под производство товаров народного потребления и техники сельскохозяйственного назначения. В 1976 году он был преобразован в Буинский машиностроительный завод.

### Казанское моторостроительное производственное объединение (КМПО)
В 1976 году на базе двух заводов — головного (город Казань) и филиала (город Буинск) было образовано «Казанское моторостроительное производственное объединение» (КМПО).
С 1982 года начался серийный выпуск газотурбинного двигателя наземного применения НК-16СТ, спроектированного на базе двигателя НК-8. Быстрое и успешное освоение этой продукции способствовало досрочному завершению строительства магистрального газопровода «Уренгой — Помары — Ужгород».
В 1983 году за заслуги в создании и освоении производства новой авиационной техники предприятие награждено орденом Октябрьской Революции.

С начала 1980-х годов выпускаются ещё более мощные двигатели для первого советского трёхсотпятидесятиместного аэробуса Ил-86.

Ныне самолёты с казанскими двигателями перевозят более половины всех пассажиров Аэрофлота. Продукция объединения экспортируется в 10 стран мира. По важнейшим техническим характеристикам она не уступает лучшим мировым образцам.— Казанский моторостроительный/ Сост. Е. А. Шифрин, В. П. Болдырев, В. Д. Машков, А. К. Козин. — Казань: Типография издательства Татарского ОК КПСС, б.г. — С. (11).
В 1980—1985 годах был построен филиал КМПО — Зеленодольский машиностроительный завод.
В 1994 году образовано Открытое акционерное общество «Казанское моторостроительное производственное объединение» (АО КМПО). В этом же году подписывается контракт с фирмой «VOITH» на изготовление автоматических коробок передач для городских автобусов.
Ряд работников предприятия были удостоены государственных наград, в том числе:
- звания Героя Советского Союза — 2 человека (М. П. Мизинов, В. А. Сажинов),
- звания Героя Социалистического Труда — 6 человек (П. А. Витер, М. М. Лукин, М. В. Карпов, А. А. Сибиркин, С. С. Хамидуллин, А. Х. Галиахметов)[6],
- Орден Ленина — 36,
- Орден Октябрьской Революции — 26,
- Орден Отечественной войны 2-й степени — 4,
- Орден Трудового Красного Знамени — 186,
- Орден Красной Звезды — 55,
- Орден Дружбы народов — 12,
- Орден «Знак Почёта» — 281,
- Орден Трудовой Славы 2-й и 3-й степеней — 138,
- медалей — 154 человека[7].

Генеральные директора предприятия с 1968 года:
| Имя                          | Годы жизни | Годы руководства |
| ---------------------------- | ---------- | ---------------- |
| Витер, Пётр Акимович         | 1923—2003  | 1968—1982        |
| Павлов, Александр Филиппович | род. 1938  | 1982—2004        |
| Каримуллин, Дамир Заудатович | род. 1962  | с 2004           |

## АО КМПО: Современная деятельность
В 1997 году на предприятии было организовано производство двигателя НК-93 конструкции Н. Д. Кузнецова для самолётов Ил-96, Ту-204, Ан-70, в 2000 году — двигателя АИ-22 конструкции Ф. М. Муравченко для самолётов Ту-324 и Як-48.
С 1997 года ведётся опытно-промышленная эксплуатация газотурбинного привода для компрессора газоперекачивающих станций НК-38СТ, предназначенного для установки на газоперекачивающий агрегат ГПА-16 «Волга» и других.
Основное направление деятельности предприятия сейчас — серийное производство газотурбинных двигателей (НК-16СТ, НК-16-18СТ, НК-38СТ) и оборудования на их основе для перекачки и распределения природного газа (ГПА-16 «Волга»). 
Объединение предлагает комплексные технические решения и в области энергетики: энергетические установки (ГТЭУ — 18) для переработки природного газа в электроэнергию и тепло.
В начале 2009 года объединение прошло очередную сертификацию в системах «Военный регистр» и «ГОСТ Р» на соответствие требованиям стандарту ГОСТ РВ 15.002-2003 и ГОСТ Р ИСО 9001-2001.
Предприятие для города изготавливало эмблему-символ Казанского Кремля, полумесяцы и раскрывающиеся тюльпаны для минаретов мечети Кул-Шариф, шпиль-флагшток для здания Кабинета министров Республики Татарстан, металлоконструкции уникальной многоэтажной сцены в форме Шапки Мономаха и трибун для площади Тысячелетия и прочие конструкции и украшения.

## Социальная инфраструктура
Одним из первых в Казани коллектив предприятия создал своё подсобное хозяйство — совхоз «Озёрный», рассчитанный на производство 6 — 7 тысяч центнеров мяса, 200—300 тонн молока и других сельскохозяйственных продуктов.
Построены физико-математический и технический лицеи, в 2006 году был сдан дом для работников предприятия.
На сегодняшний день предприятие имеет санаторий-профилакторий, медсанчасть, базу отдыха «Атлашкино», плавательный бассейн, досуговый центр «Моторостроитель», библиотеку, спортивный клуб.
В 1955 году под руководством тренера В. В. Голдина была создана заводская хоккейная команда, которая называлась «Машстрой», а потом — долгое время — «Команда СК им. Урицкого». Впоследствии на её основе был создан будущий чемпион России — хоккейный клуб «Ак Барс».